# Fujioka
Fujioka (藤岡市 -shi) é uma cidade japonesa localizada na província de Gunma.
Em 2003 a cidade tinha uma população estimada em 63 096 habitantes e uma densidade populacional de 494,33 h/km². Tem uma área total de 127,64 km².
Recebeu o estatuto de cidade a 1 de Abril de 1954.

## Cidades-irmãs
- Hakui, Japão
- Regina, Canadá
- Bend, Estados Unidos